# Molophilus (Molophilus) tridigitatus
Molophilus (Molophilus) tridigitatus is een tweevleugelige uit de familie steltmuggen (Limoniidae). De soort komt voor in het Neotropisch gebied.